# Polihronie Sîrcu
Polihronie Sîrcu (în rusă Полихроний Сырку; n. 11 august 1855, Strășeni, raionul Strășeni, Republica Moldova – d. 6 iulie 1905, Sankt Petersburg, Imperiul Rus) a fost un istoric, critic literar și lingvist țarist rus de origine română. A fost specializat în studii slave, romanice și bizantine, profesor asociat la Universitatea din Sankt Petersburg.

## Biografie
S-a născut în târgul Strășeni din ținutul Chișinău, gubernia Basarabia (Imperiul Rus), într-o familie de țărani basarabeni români. Și-a primit învățământul primar și secundar la Mănăstirea Căpriana, apoi a urmat Seminarul Teologic din Chișinău. A studiat câteva luni la Universitatea Novorossiisk din Odesa, apoi s-a transferat la Universitatea din Sankt Petersburg, pe care a absolvit-o în 1878, obținând o diplomă și medalia de aur pentru eseul История христианства в Болгарии до князя Бориса и крещение болгарского народа („Istoria creștinismului în Bulgaria către cneazul Boris și Botezul poporului bulgar”). El a dedicat partea importantă a lucrărilor sale slavilor sudici, literaturii limbilor acestora, precum și contribuția acestora din urmă la dezvoltarea limbilor română și „moldovenească”.
După absolvire, a devenit privatdozent în 1883. A lucrat ca lector de limba și literatura română, limba slavonă veche și istoria limbii ruse, din 1888 a predat cursuri de filologie slavă. În anii 1878-1879 a călătorit în Bulgaria și România, unde colaborează cu B.P. Hasdeu, a studiat dialectele limbii bulgare și a colectat informații despre textele vechi ale literaturii bulgare, diverse monumente istorice. A fost trimisul universității sale la Constantinopol, Athos, Macedonia, în Regatul Serbiei (1887), Dalmația, Transilvania, Galiția, Bucovina (în 1893). În 1882 a devenit membru al Societății Geografice Ruse, în 1883 al Societății Ruse de Arheologie, din 1893 a fost membru al Societății Iubitorilor de Scriere și Artă Antică. A obținut titlul de magistru (1891) și de doctor în filologie (1899) cu două ample cercetări consacrate epocii și operei patriarhului Eftimie de Tărnovo. În 1899 a devenit laureat al Premiului „Lomonosov”.
A debutat în 1874, la Chișinău, cu o lucrare în limba rusă, consacrată obiceiurilor și cântecelor de Crăciun și Anul Nou din Basarabia. A publicat, de asemenea, în revista Филологические записки („Note filologice”).
A acordat o atenție deosebită dezvoltării limbii sale materne. A argumentat că sub influența reprezentanților așa-numitei Școli Ardelene, vorbirea românilor s-a schimbat foarte mult în comparație cu „graiul moldovenesc”, drept rezultat al faptului că în anii 1860 alfabetul latin a fost introdus în România, și odată cu aceasta au fost introduse numeroase latinisme, pe când basarabenii au continuat să folosească alfabetul chirilic și terminologia slavă.